# Telchinia bonasia
Telchinia bonasia is een vlinder uit de familie van de Nymphalidae. De wetenschappelijke naam van de soort is voor het eerst gepubliceerd in 1775 door Johann Christian Fabricius.

## Verspreiding
Deze soort komt voor in Senegal, Gambia, Guinee-Bissau, Guinee, Sierra Leone, Liberia, Ivoorkust, Ghana, Togo, Benin, Nigeria, Kameroen, Equatoriaal Guinee, Gabon, Congo Kinshasa, Zuid-Soedan, Ethiopië, Oeganda, Kenia, Rwanda, Burundi, Tanzania, Angola, Zambia en Malawi.

## Waardplanten
De rups leeft op Clappertonia ficifolia, Triumfetta brachyceras, Triumfetta cordifolia, Triumfetta rhomboidea en soorten van het geslacht Hibiscus (Malvaceae).